# Élections législatives de 1967 dans le Pas-de-Calais
Les élections législatives françaises de 1967 se déroulent les 5 et 12 mars 1967.  Dans le département du Pas-de-Calais, quatorze députés sont à élire dans le cadre de quatorze circonscriptions.

## Élus
| Circonscription | Député sortant                              | Parti | Parti   | Député élu ou réélu | Parti | Parti       |
| --------------- | ------------------------------------------- | ----- | ------- | ------------------- | ----- | ----------- |
| 1re             | Guy Mollet                                  |       | SFIO    | Guy Mollet          |       | FGDS (SFIO) |
| 2e              | Henri Duflot                                |       | UNR-UDT | Henri Guidet        |       | FGDS (SFIO) |
| 3e              | Maurice Delory                              |       | UNR-UDT | André Mancey        |       | PCF         |
| 4e              | Marcel Béraud                               |       | UNR-UDT | Marcel Béraud       |       | UD-Ve       |
| 5e              | Jeannil Dumortier                           |       | SFIO    | Jeannil Dumortier   |       | FGDS (SFIO) |
| 6e              | Henri Collette                              |       | UNR-UDT | Louis Le Sénéchal   |       | FGDS (SFIO) |
| 7e              | Jacques Vendroux                            |       | UNR-UDT | Jacques Vendroux    |       | UD-Ve       |
| 8e              | Benjamin Catry                              |       | UNR-UDT | Bernard Chochoy     |       | FGDS (SFIO) |
| 9e              | Édouard Carlier                             |       | PCF     | Édouard Carlier     |       | PCF         |
| 10e             | Raymond Derancy                             |       | SFIO    | Maurice Andrieux    |       | PCF         |
| 11e             | Jeannette Prin                              |       | PCF     | Jeannette Prin      |       | PCF         |
| 12e             | Henri Darras                                |       | SFIO    | Henri Darras        |       | FGDS (SFIO) |
| 13e             | Lucien Harmant suppléant d'Ernest Schaffner |       | SFIO    | André Delelis       |       | FGDS (SFIO) |
| 14e             | Fernand Darchicourt                         |       | SFIO    | Fernand Darchicourt |       | FGDS (SFIO) |

## Résultats

### Résultats à l'échelle du département
| Parti          | Parti                                           | Premier tour | Premier tour | Second tour | Second tour | Sièges |
| Parti          | Parti                                           | Voix         | %            | Voix        | %           | Sièges |
| -------------- | ----------------------------------------------- | ------------ | ------------ | ----------- | ----------- | ------ |
|                | Union des démocrates pour la Ve République      | 205 846      | 31,69        | 265 976     | 41,88       | 2      |
|                | Modérés                                         | 8 096        | 1,25         | Retrait     | Retrait     | 0      |
|                | Divers droite (gaulliste)                       | 1 184        | 0,18         |             |             | 0      |
|                | Union des républicains de progrès               | 215 126      | 33,12        | 265 976     | 41,88       | 2      |
|                |                                                 |              |              |             |             |        |
|                | Section française de l'Internationale ouvrière  | 189 853      | 29,23        | 226 897     | 35,72       | 8      |
|                | Parti radical                                   | 8 451        | 1,30         | 21 037      | 3,31        | 0      |
|                | Fédération de la gauche démocrate et socialiste | 198 304      | 30,53        | 247 934     | 39,04       | 8      |
|                |                                                 |              |              |             |             |        |
|                | Parti communiste français                       | 179 026      | 27,56        | 121 236     | 19,09       | 4      |
|                | Progrès et démocratie moderne                   | 47 892       | 7,37         | Retrait     | Retrait     | 0      |
|                | Parti radical                                   | 5 699        | 0,88         | Retrait     | Retrait     | 0      |
|                | Parti socialiste unifié                         | 1 822        | 0,28         |             |             | 0      |
|                | Socialistes indépendants                        | 1 680        | 0,26         | 0           |             |        |
|                |                                                 |              |              |             |             |        |
| Inscrits       | Inscrits                                        | 758 111      | 100,00       | 758 065     | 100,00      | 14     |
| Abstentions    | Abstentions                                     | 97 139       | 12,81        | 102 950     | 13,58       |        |
| Votants        | Votants                                         | 660 972      | 87,19        | 655 115     | 86,42       |        |
| Blancs et nuls | Blancs et nuls                                  | 11 423       | 1,73         | 19 969      | 3,05        |        |
| Exprimés       | Exprimés                                        | 649 549      | 98,27        | 635 146     | 96,95       |        |

### Résultats par circonscription

#### Première circonscription (Arras)
| Candidat       | Candidat                 | Parti          | Premier tour | Premier tour | Second tour | Second tour |  |
| Candidat       | Candidat                 | Parti          | Voix         | %            | Voix        | %           |  |
| -------------- | ------------------------ | -------------- | ------------ | ------------ | ----------- | ----------- |  |
|                | Paul Theetten            | UD-Ve          | 17 833       | 33,76        | 22 260      | 42,91       |  |
|                | Guy Mollet sortant réélu | FGDS (SFIO)    | 16 447       | 31,14        | 29 618      | 57,09       |  |
|                | Gaston Coquel            | PCF            | 13 816       | 26,16        | Retrait     | Retrait     |  |
|                | Robert Debande           | CD (PDM)       | 4 723        | 8,94         |             |             |  |
|                |                          |                |              |              |             |             |  |
| Inscrits       | Inscrits                 | Inscrits       | 61 445       | 100,00       | 61 441      | 100,00      |  |
| Abstentions    | Abstentions              | Abstentions    | 7 502        | 12,21        | 7 754       | 12,62       |  |
| Votants        | Votants                  | Votants        | 53 943       | 87,79        | 53 687      | 87,38       |  |
| Blancs et nuls | Blancs et nuls           | Blancs et nuls | 1 124        | 2,08         | 1 809       | 3,37        |  |
| Exprimés       | Exprimés                 | Exprimés       | 52 819       | 97,92        | 51 878      | 96,63       |  |

#### Deuxième circonscription (Bapaume)
| Candidat       | Candidat             | Parti          | Premier tour | Premier tour | Second tour | Second tour |  |
| Candidat       | Candidat             | Parti          | Voix         | %            | Voix        | %           |  |
| -------------- | -------------------- | -------------- | ------------ | ------------ | ----------- | ----------- |  |
|                | Henri Duflot sortant | UD-Ve          | 16 501       | 35,75        | 21 428      | 45,91       |  |
|                | Henri Guidet élu     | FGDS (SFIO)    | 13 257       | 28,72        | 25 247      | 54,09       |  |
|                | Louis Stienne        | PCF            | 10 001       | 21,67        | Retrait     | Retrait     |  |
|                | Louis Petit          | CD (PDM)       | 3 692        | 8            |             |             |  |
|                | Louis de Diesbach    | Modérés        | 2 702        | 5,85         |             |             |  |
|                |                      |                |              |              |             |             |  |
| Inscrits       | Inscrits             | Inscrits       | 53 043       | 100,00       | 53 027      | 100,00      |  |
| Abstentions    | Abstentions          | Abstentions    | 5 948        | 11,21        | 5 268       | 9,93        |  |
| Votants        | Votants              | Votants        | 47 095       | 88,79        | 47 759      | 90,07       |  |
| Blancs et nuls | Blancs et nuls       | Blancs et nuls | 942          | 2            | 1 084       | 2,27        |  |
| Exprimés       | Exprimés             | Exprimés       | 46 153       | 98           | 46 675      | 97,73       |  |

#### Troisième circonscription (Saint-Pol-sur-Ternoise)
| Candidat       | Candidat               | Parti          | Premier tour | Premier tour | Second tour | Second tour |  |
| Candidat       | Candidat               | Parti          | Voix         | %            | Voix        | %           |  |
| -------------- | ---------------------- | -------------- | ------------ | ------------ | ----------- | ----------- |  |
|                | Maurice Delory sortant | UD-Ve          | 17 644       | 38,57        | 22 192      | 48,83       |  |
|                | André Mancey élu       | PCF            | 14 820       | 32,4         | 23 256      | 51,17       |  |
|                | Pierre Cuallacci       | FGDS (SFIO)    | 9 753        | 21,32        | Retrait     | Retrait     |  |
|                | Antoine Limousin       | CNIP (PDM)     | 3 529        | 7,71         |             |             |  |
|                |                        |                |              |              |             |             |  |
| Inscrits       | Inscrits               | Inscrits       | 52 170       | 100,00       | 52 168      | 100,00      |  |
| Abstentions    | Abstentions            | Abstentions    | 5 565        | 10,67        | 5 372       | 10,3        |  |
| Votants        | Votants                | Votants        | 46 605       | 89,33        | 46 796      | 89,7        |  |
| Blancs et nuls | Blancs et nuls         | Blancs et nuls | 859          | 1,84         | 1 348       | 2,88        |  |
| Exprimés       | Exprimés               | Exprimés       | 45 746       | 98,16        | 45 448      | 97,12       |  |

#### Quatrième circonscription (Montreuil-sur-Mer)
| Candidat       | Candidat                    | Parti          | Premier tour | Premier tour | Second tour | Second tour |  |
| Candidat       | Candidat                    | Parti          | Voix         | %            | Voix        | %           |  |
| -------------- | --------------------------- | -------------- | ------------ | ------------ | ----------- | ----------- |  |
|                | Marcel Béraud sortant réélu | UD-Ve          | 12 179       | 27,92        | 21 793      | 50,88       |  |
|                | Bertrand Akar               | FGDS (Radical) | 8 451        | 19,37        | 21 037      | 49,12       |  |
|                | Paul Dumont                 | PCF            | 6 138        | 14,07        | Retrait     | Retrait     |  |
|                | Henri Elby                  | Rad            | 5 699        | 13,07        | Retrait     | Retrait     |  |
|                | Gabriel de La Gorce         | Modérés        | 5 394        | 12,37        | Retrait     | Retrait     |  |
|                | Jean Bigot                  | CD (PDM)       | 4 078        | 9,35         |             |             |  |
|                | Gilles Flament              | Soc.ind.       | 1 680        | 3,85         |             |             |  |
|                |                             |                |              |              |             |             |  |
| Inscrits       | Inscrits                    | Inscrits       | 51 840       | 100,00       | 51 830      | 100,00      |  |
| Abstentions    | Abstentions                 | Abstentions    | 7 303        | 14,09        | 7 330       | 14,14       |  |
| Votants        | Votants                     | Votants        | 44 537       | 85,91        | 44 500      | 85,86       |  |
| Blancs et nuls | Blancs et nuls              | Blancs et nuls | 918          | 2,06         | 1 670       | 3,75        |  |
| Exprimés       | Exprimés                    | Exprimés       | 43 619       | 97,94        | 42 830      | 96,25       |  |

#### Cinquième circonscription (Boulogne-sur-Mer-Sud)
| Candidat       | Candidat                        | Parti          | Premier tour | Premier tour | Second tour | Second tour |  |
| Candidat       | Candidat                        | Parti          | Voix         | %            | Voix        | %           |  |
| -------------- | ------------------------------- | -------------- | ------------ | ------------ | ----------- | ----------- |  |
|                | Jeannil Dumortier sortant réélu | FGDS (SFIO)    | 13 943       | 32,1         | 25 221      | 59,23       |  |
|                | Robert Meaux                    | UD-Ve          | 13 368       | 30,78        | 17 360      | 40,77       |  |
|                | Jean Bardol                     | PCF            | 12 347       | 28,43        | Retrait     | Retrait     |  |
|                | Roger Hennuyer                  | CD (PDM)       | 3 779        | 8,7          |             |             |  |
|                |                                 |                |              |              |             |             |  |
| Inscrits       | Inscrits                        | Inscrits       | 51 881       | 100,00       | 51 861      | 100,00      |  |
| Abstentions    | Abstentions                     | Abstentions    | 7 719        | 14,88        | 7 903       | 15,24       |  |
| Votants        | Votants                         | Votants        | 44 162       | 85,12        | 43 958      | 84,76       |  |
| Blancs et nuls | Blancs et nuls                  | Blancs et nuls | 725          | 1,64         | 1 377       | 3,13        |  |
| Exprimés       | Exprimés                        | Exprimés       | 43 437       | 98,36        | 42 581      | 96,87       |  |

#### Sixième circonscription (Boulogne-sur-Mer-Nord)
| Candidat       | Candidat               | Parti          | Premier tour | Premier tour | Second tour | Second tour |  |
| Candidat       | Candidat               | Parti          | Voix         | %            | Voix        | %           |  |
| -------------- | ---------------------- | -------------- | ------------ | ------------ | ----------- | ----------- |  |
|                | Henri Collette sortant | UD-Ve          | 22 365       | 45,7         | 24 331      | 49,76       |  |
|                | Louis Le Sénéchal élu  | FGDS (SFIO)    | 16 108       | 32,91        | 24 565      | 50,24       |  |
|                | Robert Baillieu        | PCF            | 6 995        | 14,29        | Retrait     | Retrait     |  |
|                | Patrick Dutertre       | CD (PDM)       | 3 472        | 7,09         |             |             |  |
|                |                        |                |              |              |             |             |  |
| Inscrits       | Inscrits               | Inscrits       | 56 786       | 100,00       | 56 779      | 100,00      |  |
| Abstentions    | Abstentions            | Abstentions    | 7 080        | 12,47        | 6 913       | 12,18       |  |
| Votants        | Votants                | Votants        | 49 706       | 87,53        | 49 866      | 87,82       |  |
| Blancs et nuls | Blancs et nuls         | Blancs et nuls | 766          | 1,54         | 970         | 1,95        |  |
| Exprimés       | Exprimés               | Exprimés       | 48 940       | 98,46        | 48 896      | 98,05       |  |

#### Septième circonscription (Calais)
| Candidat       | Candidat                       | Parti                     | Premier tour | Premier tour | Second tour | Second tour |  |
| Candidat       | Candidat                       | Parti                     | Voix         | %            | Voix        | %           |  |
| -------------- | ------------------------------ | ------------------------- | ------------ | ------------ | ----------- | ----------- |  |
|                | Jacques Vendroux sortant réélu | UD-Ve                     | 22 402       | 46,5         | 25 465      | 55,5        |  |
|                | Marceau Danel                  | PCF                       | 11 341       | 23,54        | 20 417      | 44,5        |  |
|                | Yves Roujean                   | FGDS (SFIO)               | 6 257        | 12,99        | Retrait     | Retrait     |  |
|                | Yves Davrou                    | CD (PDM)                  | 5 174        | 10,74        |             |             |  |
|                | Albert Chifflart               | PSU                       | 1 822        | 3,78         |             |             |  |
|                | Roger Menveux                  | Divers droite (Gaulliste) | 1 184        | 2,46         |             |             |  |
|                |                                |                           |              |              |             |             |  |
| Inscrits       | Inscrits                       | Inscrits                  | 59 661       | 100,00       | 59 646      | 100,00      |  |
| Abstentions    | Abstentions                    | Abstentions               | 10 205       | 17,1         | 11 065      | 18,55       |  |
| Votants        | Votants                        | Votants                   | 49 456       | 82,9         | 48 581      | 81,45       |  |
| Blancs et nuls | Blancs et nuls                 | Blancs et nuls            | 1 276        | 2,58         | 2 699       | 5,56        |  |
| Exprimés       | Exprimés                       | Exprimés                  | 48 180       | 97,42        | 45 882      | 94,44       |  |

#### Huitième circonscription (Saint-Omer)
| Candidat       | Candidat               | Parti          | Premier tour | Premier tour | Second tour | Second tour |  |
| Candidat       | Candidat               | Parti          | Voix         | %            | Voix        | %           |  |
| -------------- | ---------------------- | -------------- | ------------ | ------------ | ----------- | ----------- |  |
|                | Benjamin Catry sortant | UD-Ve          | 20 500       | 39,4         | 24 015      | 45,54       |  |
|                | Bernard Chochoy élu    | FGDS (SFIO)    | 19 772       | 38           | 28 723      | 54,46       |  |
|                | Raymond Dufay          | PCF            | 7 901        | 15,18        | Retrait     | Retrait     |  |
|                | Henri Stoven           | CD (PDM)       | 3 862        | 7,42         |             |             |  |
|                |                        |                |              |              |             |             |  |
| Inscrits       | Inscrits               | Inscrits       | 58 946       | 100,00       | 59 032      | 100,00      |  |
| Abstentions    | Abstentions            | Abstentions    | 6 216        | 10,55        | 5 423       | 9,19        |  |
| Votants        | Votants                | Votants        | 52 730       | 89,45        | 53 609      | 90,81       |  |
| Blancs et nuls | Blancs et nuls         | Blancs et nuls | 695          | 1,32         | 871         | 1,62        |  |
| Exprimés       | Exprimés               | Exprimés       | 52 035       | 98,68        | 52 738      | 98,38       |  |

#### Neuvième circonscription (Béthune)
| Candidat       | Candidat                      | Parti          | Premier tour | Premier tour | Second tour | Second tour |  |
| Candidat       | Candidat                      | Parti          | Voix         | %            | Voix        | %           |  |
| -------------- | ----------------------------- | -------------- | ------------ | ------------ | ----------- | ----------- |  |
|                | Édouard Carlier sortant réélu | PCF            | 17 038       | 35,53        | 25 971      | 55,38       |  |
|                | Charles Dubout                | UD-Ve          | 13 004       | 27,11        | 20 923      | 44,62       |  |
|                | Jacques Vincent               | FGDS (SFIO)    | 9 469        | 19,74        | Retrait     | Retrait     |  |
|                | Georges Fruchart              | CD (PDM)       | 8 448        | 17,62        | Retrait     | Retrait     |  |
|                |                               |                |              |              |             |             |  |
| Inscrits       | Inscrits                      | Inscrits       | 55 581       | 100,00       | 55 564      | 100,00      |  |
| Abstentions    | Abstentions                   | Abstentions    | 6 924        | 12,46        | 7 086       | 12,75       |  |
| Votants        | Votants                       | Votants        | 48 657       | 87,54        | 48 478      | 87,25       |  |
| Blancs et nuls | Blancs et nuls                | Blancs et nuls | 698          | 1,43         | 1 584       | 3,27        |  |
| Exprimés       | Exprimés                      | Exprimés       | 47 959       | 98,57        | 46 894      | 96,73       |  |

#### Dixième circonscription (Bruay-en-Artois)
| Candidat       | Candidat                | Parti          | Premier tour | Premier tour | Second tour | Second tour |  |
| Candidat       | Candidat                | Parti          | Voix         | %            | Voix        | %           |  |
| -------------- | ----------------------- | -------------- | ------------ | ------------ | ----------- | ----------- |  |
|                | Maurice Andrieux élu    | PCF            | 16 095       | 37,06        | 25 124      | 61,05       |  |
|                | Raymond Derancy sortant | FGDS (SFIO)    | 15 607       | 35,94        | Retrait     | Retrait     |  |
|                | André Everaere          | UD-Ve          | 10 149       | 23,37        | 16 027      | 38,95       |  |
|                | Christian Delattre      | CD (PDM)       | 1 576        | 3,63         |             |             |  |
|                |                         |                |              |              |             |             |  |
| Inscrits       | Inscrits                | Inscrits       | 50 589       | 100,00       | 50 574      | 100,00      |  |
| Abstentions    | Abstentions             | Abstentions    | 6 579        | 13           | 7 779       | 15,38       |  |
| Votants        | Votants                 | Votants        | 44 010       | 87           | 42 795      | 84,62       |  |
| Blancs et nuls | Blancs et nuls          | Blancs et nuls | 583          | 1,32         | 1 644       | 3,84        |  |
| Exprimés       | Exprimés                | Exprimés       | 43 427       | 98,68        | 41 151      | 96,16       |  |

#### Onzième circonscription (Cambrin)
| Candidat       | Candidat                       | Parti          | Premier tour | Premier tour | Second tour | Second tour |  |
| Candidat       | Candidat                       | Parti          | Voix         | %            | Voix        | %           |  |
| -------------- | ------------------------------ | -------------- | ------------ | ------------ | ----------- | ----------- |  |
|                | Jeannette Prin sortante réélue | PCF            | 17 333       | 37,67        | 26 468      | 59,29       |  |
|                | Noël Josèphe                   | FGDS (SFIO)    | 13 197       | 28,68        | Retrait     | Retrait     |  |
|                | Auguste Calonne                | UD-Ve          | 13 195       | 28,68        | 18 175      | 40,71       |  |
|                | Maurice Coutelet               | CD (PDM)       | 2 288        | 4,97         |             |             |  |
|                |                                |                |              |              |             |             |  |
| Inscrits       | Inscrits                       | Inscrits       | 53 138       | 100,00       | 53 125      | 100,00      |  |
| Abstentions    | Abstentions                    | Abstentions    | 6 220        | 11,71        | 6 723       | 12,66       |  |
| Votants        | Votants                        | Votants        | 46 918       | 88,29        | 46 402      | 87,34       |  |
| Blancs et nuls | Blancs et nuls                 | Blancs et nuls | 905          | 1,93         | 1 759       | 3,79        |  |
| Exprimés       | Exprimés                       | Exprimés       | 46 013       | 98,07        | 44 643      | 96,21       |  |

#### Douzième circonscription (Liévin)
| Candidat       | Candidat                   | Parti          | Premier tour | Premier tour | Second tour | Second tour |  |
| Candidat       | Candidat                   | Parti          | Voix         | %            | Voix        | %           |  |
| -------------- | -------------------------- | -------------- | ------------ | ------------ | ----------- | ----------- |  |
|                | Henri Darras sortant réélu | FGDS (SFIO)    | 20 192       | 43,7         | 33 919      | 77,53       |  |
|                | Léandre Létoquart          | PCF            | 16 330       | 35,34        | Retrait     | Retrait     |  |
|                | Roger Cailleteau           | UD-Ve          | 8 180        | 17,7         | 9 833       | 22,47       |  |
|                | Jean Vion                  | CD (PDM)       | 1 502        | 3,25         |             |             |  |
|                |                            |                |              |              |             |             |  |
| Inscrits       | Inscrits                   | Inscrits       | 53 648       | 100,00       | 53 645      | 100,00      |  |
| Abstentions    | Abstentions                | Abstentions    | 6 858        | 12,78        | 8 799       | 16,4        |  |
| Votants        | Votants                    | Votants        | 46 790       | 87,22        | 44 846      | 83,6        |  |
| Blancs et nuls | Blancs et nuls             | Blancs et nuls | 586          | 1,25         | 1 094       | 2,44        |  |
| Exprimés       | Exprimés                   | Exprimés       | 46 204       | 98,75        | 43 752      | 97,56       |  |

#### Treizième circonscription (Lens)
| Candidat       | Candidat           | Parti          | Premier tour | Premier tour | Second tour | Second tour |  |
| Candidat       | Candidat           | Parti          | Voix         | %            | Voix        | %           |  |
| -------------- | ------------------ | -------------- | ------------ | ------------ | ----------- | ----------- |  |
|                | André Delelis élu  | FGDS (SFIO)    | 15 309       | 39,13        | 26 551      | 71,69       |  |
|                | Jules Tell         | PCF            | 15 187       | 38,82        | Retrait     | Retrait     |  |
|                | Gaston Van Brabant | UD-Ve          | 8 626        | 22,05        | 10 484      | 28,31       |  |
|                |                    |                |              |              |             |             |  |
| Inscrits       | Inscrits           | Inscrits       | 45 602       | 100,00       | 45 597      | 100,00      |  |
| Abstentions    | Abstentions        | Abstentions    | 5 820        | 12,76        | 7 430       | 16,29       |  |
| Votants        | Votants            | Votants        | 39 782       | 87,24        | 38 167      | 83,71       |  |
| Blancs et nuls | Blancs et nuls     | Blancs et nuls | 660          | 1,66         | 1 132       | 2,97        |  |
| Exprimés       | Exprimés           | Exprimés       | 39 122       | 98,34        | 37 035      | 97,03       |  |

#### Quatorzième circonscription (Hénin-Beaumont)
| Candidat       | Candidat                          | Parti          | Premier tour | Premier tour | Second tour | Second tour |  |
| Candidat       | Candidat                          | Parti          | Voix         | %            | Voix        | %           |  |
| -------------- | --------------------------------- | -------------- | ------------ | ------------ | ----------- | ----------- |  |
|                | Fernand Darchicourt sortant réélu | FGDS (SFIO)    | 20 542       | 44,76        | 33 053      | 73,87       |  |
|                | Joseph Legrand                    | PCF            | 13 684       | 29,82        | Retrait     | Retrait     |  |
|                | Robert Desruelles                 | UD-Ve          | 9 900        | 21,57        | 11 690      | 26,13       |  |
|                | Bernard Lefebvre                  | CD (PDM)       | 1 769        | 3,85         | Retrait     | Retrait     |  |
|                |                                   |                |              |              |             |             |  |
| Inscrits       | Inscrits                          | Inscrits       | 53 781       | 100,00       | 53 776      | 100,00      |  |
| Abstentions    | Abstentions                       | Abstentions    | 7 200        | 13,39        | 8 105       | 15,07       |  |
| Votants        | Votants                           | Votants        | 46 581       | 86,61        | 45 671      | 84,93       |  |
| Blancs et nuls | Blancs et nuls                    | Blancs et nuls | 686          | 1,47         | 928         | 2,03        |  |
| Exprimés       | Exprimés                          | Exprimés       | 45 895       | 98,53        | 44 743      | 97,97       |  |